# Sycon incrustans
Sycon incrustans är en svampdjursart som beskrevs av Breitfuss 1898. Sycon incrustans ingår i släktet Sycon och familjen Sycettidae.
Artens utbredningsområde är havet utanför Chile. Inga underarter finns listade i Catalogue of Life.